# Budín (Budapešť)

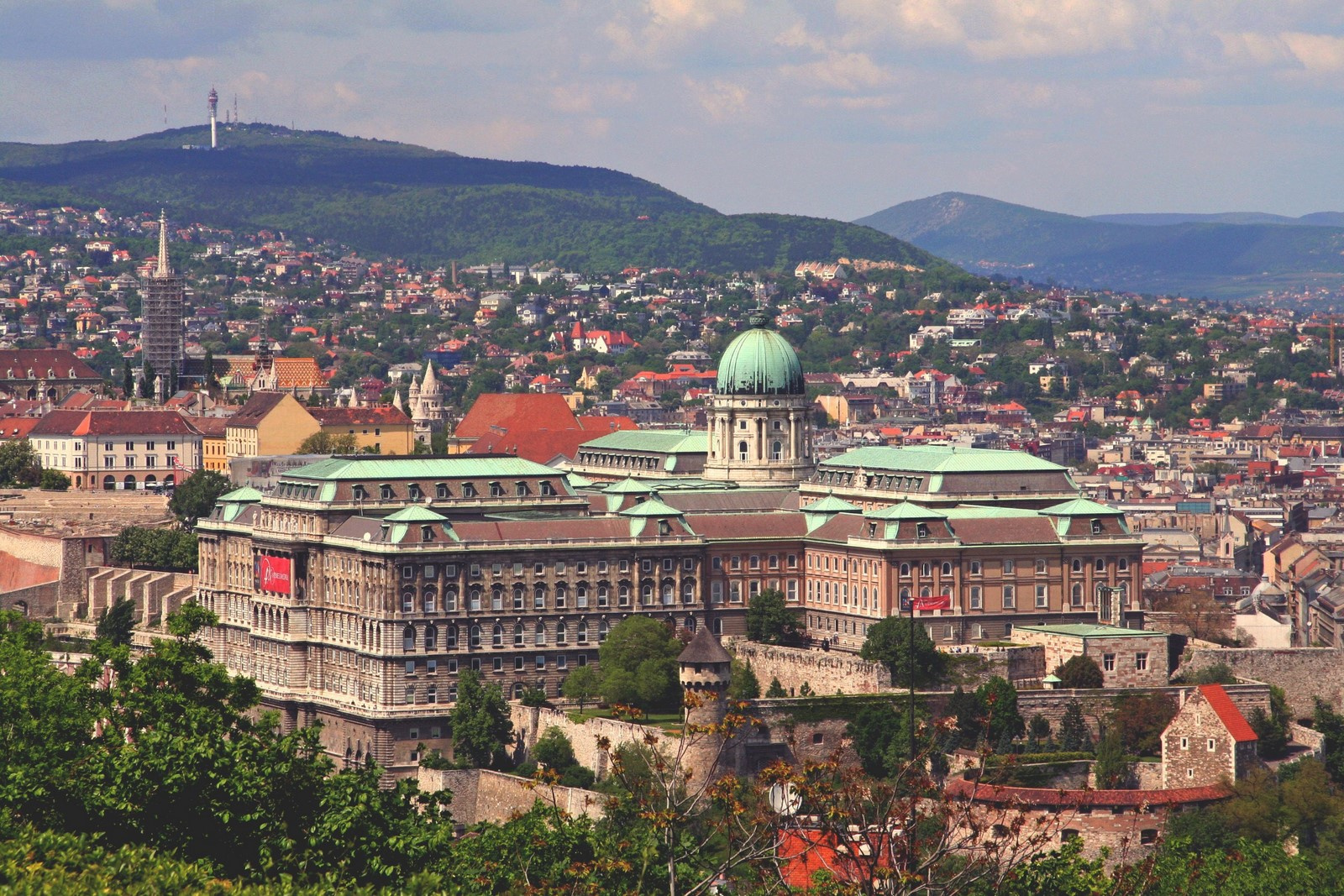
Pohled na Budín, Budínský hrad a kopce z Gellértovy hory

Budín (maďarsky Buda, německy Ofen, latinsky Aquincum nebo Sicambria/Sicambrium, slovensky Budín, srbochorvatsky Budim / Будим) je část Budapešti ležící na pravém břehu Dunaje, představuje tedy západní část města. Zabírá zhruba třetinu městské rozlohy a mezi třetinou a čtvrtinou populace. Budín je více lesnatý a kopcovitý než protější levobřežní Pešť. Nachází se tu nejstarobylejší památky a místa metropole – hrad, Gellértův vrch nebo římské lázně a naleziště Aquincum. Od 13. století byl Budín uherským hlavním městem a královským sídlem, postupně byl ale velikostně předstižen sousední Peští, která měla lepší podmínky pro průmyslový rozvoj. Roku 1873 byla města Budín, Starý Budín (Óbuda, dnes část Budína jako III. městský okruh) a Pešť (Pest) sjednocena do nové uherské metropole Budapešti.
Budín má oproti Pešti méně hustou, ale pestřejší nabídku veřejné dopravy – vedle železnice (nádraží Déli, Kelenföld aj.), tramvají, autobusů, metra (linka M2 a M4) a HÉV (Batthyány tér–Szentendre) se tu nachází také zubačka, pozemní lanovka, sedačková lanovka a dětská železnice. Naproti tomu zde ovšem nejezdí trolejbusy.

## Historie
Vznik Budína je datován do antiky, kdy si Římané u významného brodu přes Dunaj postavili na místě staršího osídlení z doby bronzové město Aquincum, které se stalo hlavním sídlem provincie Panonie. Své Huny odtud později vedl i Attila a město se stalo také sídlem rodu Arpádovců, kteří stáli v čele maďarského kmenového svazu. Od 13. století byl Budín oficiálním hlavním městem Uherského království a královským sídlem. Ve 14. a 15. století byla řada měšťanských domů přestavěna v gotickém slohu, gotické prvky jsou přiznány na průčelích, v průjezdech domů jsou odhaleny sedile. Turci obsadili Budín roku 1541 a pod jejich nadvládou zůstal po skoro století a půl, než jej v roce 1686 osvobodila vojska evropských zemí. Centrum uherské říše však nadále zůstalo v Bratislavě. Budín byl výrazně poškozen dobývání v roce 1944, řada budov pak byla stržena, např. kostel sv. Máří Magdaleny a některé objekty královského zámku.

## Územně správní členění
Území Budína je členěno na následující městské okruhy:
okruhy sloučené roku 1873:
- I. Várkerület, budínský hrad a nejbližší okolí
- II. Lipótmező
- III. Óbuda

okruhy připojené v letech 1934-38:
- XI. Újbuda, dnes nejlidnatější okruh celé Budapešti (146 tisíc obyv.)
- XII. Hegyvidék

okruh připojený roku 1950:
- XXII. Budafok-Tétény

Celkově má Budín asi 490 tisíc obyvatel (28 % Budapešti) a 173,87 km² (33 %).[kdy?]

## Významní obyvatelé – výběr
Toto je pouze velmi úzký výběr, v Budíně se narodila nebo žila značná část významných Maďarů či obyvatel Uherska.
- Ondřej III. (1265–1301), uherský král, poslední z dynastie Arpádovců
- Hedvika z Anjou (1374–99), vychována na královském dvoře v Budě, první žena korunována na polského krále
- Ignác Filip Semmelweis (1818–1865), lékař pracující v porodnictví, který objevil zásadní důležitost asepse při operacích
- Kornelije Stanković (1831–65), význačný srbský skladatel, narozen a pohřben v Budíně
- Edmund Hauler (1859–1941), rakouský klasický filolog

## Významné památky – výběr

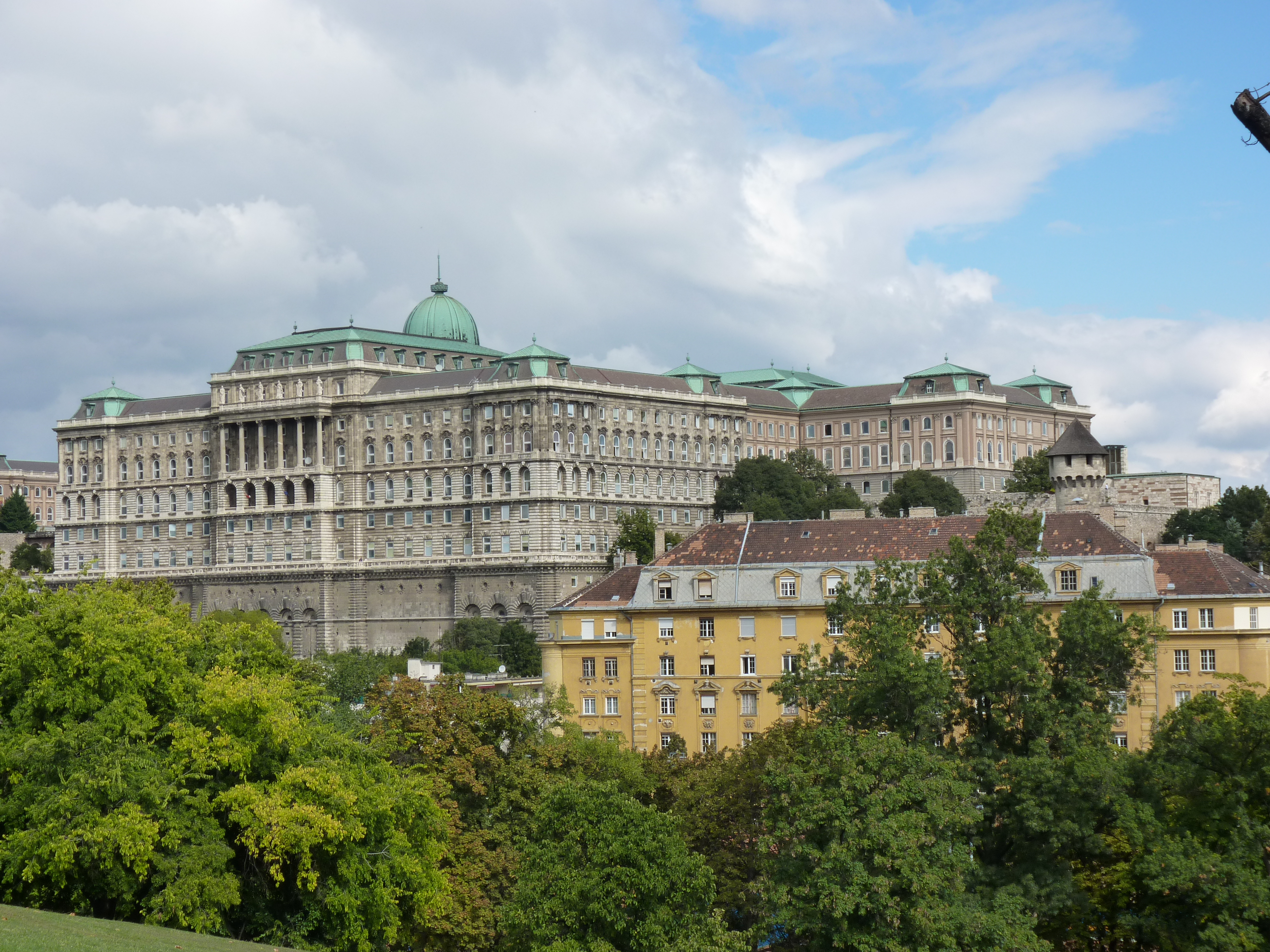
Pohled na Budínský hrad

- Aquincum – římské archeologické naleziště
- Rybářská bašta – novogotická stavba navržena architektem Frigyesem Schulekem
- Budínský hrad – na jižním cípu Hradního vrchu, součást Světového dědictví UNESCO
- Matyášův chrám – kde proběhly korunovace posledních dvou uherských králů
- Hradní vrch (Várhegy)